# توماس كروفورد (سياسي أمريكي)
توماس كروفورد (بالإنجليزية: Thomas Crawford)‏ هو سياسي أمريكي، ولد في 25 يوليو 1952. حزبياً، نشط في الحزب الديمقراطي. وقد انتخب عضو جمعية ولاية ويسكونسن.